# Achental
Achental är en dal i Österrike.   Den ligger i förbundslandet Tyrolen, i den västra delen av landet, 400 kilometer väster om huvudstaden Wien.
I omgivningarna runt Achental växer i huvudsak blandskog. Runt Achental är det ganska tätbefolkat, med 62 invånare per kvadratkilometer.